# Carl Clemen

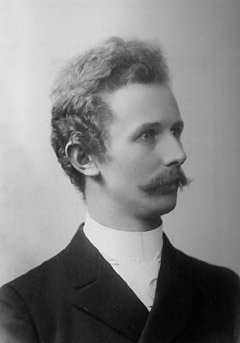
Carl Clemen, vor 1920

Carl Christian Clemen (* 30. März 1865 in Sommerfeld bei Leipzig; † 8. Juli 1940 in Bonn) war ein deutscher evangelischer Theologe und Religionshistoriker.

## Leben
Carl Clemen war der Sohn des Oberkirchenrats August Clemen (1838–1920) und dessen Ehefrau. Seine Brüder waren der Kunsthistoriker Paul Clemen (1866–1947) und der Historiker Otto Clemen (1871–1946).
Nach dem Schulbesuch ab 1878 und dem Abitur 1884 an der Fürstenschule in Grimma studierte Carl Clemen in Leipzig, Tübingen, Halle und Berlin Evangelische Theologie. Er habilitierte sich 1892 an der Universität Halle. Er war ab 1910 außerordentlicher und ab 1920 ordentlicher Professor für Neues Testament und Religionsgeschichte an der Universität Bonn.

## Schriften (Auswahl)
- Die christliche Lehre von der Sünde. Göttingen : Vandenhoeck & Ruprecht, 1897
- Paulus, sein Leben und Wirken. 2 Bde. Gießen : Ricker, 1904
- Die Entstehung des Neuen Testament. Leipzig : Göschen 1906 (2. Aufl. 1926)
- Zur Reform der praktischen Theologie. Gießen : Töpelmann, 1907
- Religionsgeschichtliche Erklärung des Neuen Testaments : die Abhängigkeit des ältesten Christentums von nichtjüdischen Religionen und philosophischen Systemen. Giessen : A. Töpelmann 1909 (Nachdr. der Neuausgabe 1924: Berlin, New York : de Gruyter 1973)
- Quellenbuch zur praktischen Theologie. 3 Bde. Giessen : Töpelmann 1910
- Lebendige Gemeinden : Festschrift Emil Sulze zum 80. Geburtstag am 26. Februar 1912. Gießen : Töpelmann, 1912
- Der Einfluss der Mysterienreligionen auf das älteste Christen. Giessen : Töpelmann 1913
- Das Leben nach dem Tode im Glauben der Menschheit. Leipzig ; Berlin : Teubner 1920
- Fontes Historiae Religionis Persicae. Bonn 1920.
- Die griechischen und lateinischen Nachrichten über die persische Religion. Gießen 1920.
- Religionsgeschichte Europas. 2 Bde. Heidelberg : Carl Winter 1926–31 (Kulturgeschichtliche Bibliothek)
- Die Religionen der Erde : Ihr Wesen u. ihre Geschichte. München : F. Bruckmann 1927 (Neuausgabe 1966)
- Urgeschichtliche Religion : Die Religion der Stein-, Bronze- und Eisenzeit. Bonn : Röhrscheid 1932–33
- Grundriss der Religionsphilosophie. Bonn : Röhrscheid, 1934